# Rivière du Rempart (Maurice)
Cet article concerne la localité. Pour le district, voir Rivière du Rempart. Pour le fleuve, voir Rivière des Remparts.
Rivière du Rempart est une localité (Village Council Area) du nord de l'île Maurice qui dépend du district du même nom. Au recensement de 2011, elle comptait 10 825 habitants. Elle est formée des localités de Coquinbourg, Hermitage, La Clémence, Le Ravin, Schoenfeld et Pointe-des-Lascars. La localité se trouve à l'embouchure du petit fleuve Rivière du Rempart.

## Histoire
L'histoire de la localité est étroitement liée à la plantation de canne à sucre et à la fabrique sucrière de Mon Songe. C'est en 1774 que ce domaine est formé par Antoine-Jérôme Pilot (également propriétaire de la plantation de Saint-Omer), d'une surface extrêmement importante, puisque cette plantation s'étendait sur 5 600 arpents. Ses héritiers construisent en 1820 la fabrique sucrière. Elle rachète peu à peu les fabriques voisines dans une stratégie de concentration. La nouvelle compagnie atteint son pic de production dans les années 1860 avec 2 000 tonnes annuels. C'est l'une des premières de l'île à être électrifiée en 1884. La vieille fabrique cesse son activité en 1896. À partir des années 1950, dans un contexte de concentration de la production, les fabriques sucrières ferment ou sont rachetées les unes après les autres. Les fabriques de Schoenfeld, Haute Rive, Belle Vue Maurel, l’Amitié, Plaine des Roches et Beau Séjour sont rachetées par le domaine pour former une compagnie plus importante. La production s'élève de 35 686 tonnes en 1936 à 38 899 tonnes en 2005.
Rivière du Rempart est reliée par la ligne Nord du chemin de fer en 1864 pour acheminer la production de canne à sucre des différentes fabriques. Au kilomètre 24,9 se trouvait l'arrêt du domaine de Mon Loisir.
En plus de l'industrie sucrière, Rivière du Rempart est marquée par l'industrie mécanique, comme l'usine des frères Auguste et Gustave Maurel, qui depuis plus d'un siècle est l'un des gros employeurs locaux. Elle produit des machines pour l'industrie sucrière. Depuis une trentaine d'années, l'industrie textile est aussi devenue importante à Rivière du Rempart.

## Infrastructures
Rivière du Rempart dispose de trois écoles élémentaires et de deux écoles secondaires, la Ramsoondar Prayag School et la Rivière du Rempart State Secondary School.
Rivière du Rempart est le siège de la paroisse catholique du Cœur-Immaculé-de-Marie dont l'église a été consacrée en 1917 à Mont Loisir, localité dépendant de Rivière du Rempart. La paroisse dispose aussi de plusieurs chapelles:
- Chapelle Noces-de-Cana, Rivière du Rempart
- Chapelle Notre-Dame-de-l’Assomption, Roches Noires
- Chapelle Notre-Dame-de-l’Espérance, Piton
- Chapelle Saint-Nathanaël, Pointe-des-Lascars[2]

Rivière du Rempart possède aussi une mosquée et plusieurs petits temples hindous.

## Personnalités
- Abu Kasenally (1941-), homme politique mauricien.
- Vasant Bunwaree (1947-), homme politique mauricien, né à Rivière du Rempart.